# Договор контрактации
Догово́р контракта́ции — разновидность договора купли-продажи; соглашение, регулирующее отношения, связанные с закупками у сельскохозяйственных организаций и крестьянско-фермерских хозяйств выращиваемой или производимой ими сельскохозяйственной продукции. В соответствии с этим соглашением, продавец — производитель сельскохозяйственной продукции обязуется передать выращенную или произведённую им сельскохозяйственную продукцию в собственность покупателю — заготовителю, осуществляющему закупку такой продукции для последующей переработки или продажи.

## Договор контрактации в России
В настоящее время в России нормативно-правовое регулирование договора контрактации осуществляется специальными правилами о таком договоре, а субсидиарно — общими правилами о купле-продаже и поставке, закреплёнными в Гражданском кодексе. При этом нормы, регулирующие договор поставки, имеют преимущество. К отношениям поставки сельскохозяйственной продукции для государственных нужд также применяется Федеральный закон «О закупках и поставках сельскохозяйственной продукции, сырья и продовольствия для государственных нужд» и общие правила о поставке для публичных нужд, установленные Гражданским кодексом.
По своему характеру договор контрактации является возмездным, консенсуальным и двусторонне обязывающим.

### История

#### Контрактация в Российской Империи
В дореволюционном гражданском праве отсутствовали специальные нормы, регулирующие закупки сельскохозяйственной продукции. К соответствующим отношениям по аналогии применялись правила о купле-продаже. Однако здесь имелось ограничение. Согласно Своду законов гражданских договор купли-продажи предполагал наличность имущества, находящегося в собственности продавца, поэтому предметом такого договора не могли выступать вещи, не существующие на момент его заключения, например, будущий урожай, — в таких случаях применялись правила о запродаже.

#### Контрактация в СССР
На раннем этапе развития советского гражданского законодательства отношения между производителями и заготовителями сельскохозяйственной продукции регулировались договором купли-продажи; специальных правил о контрактции Гражданский кодекс РСФСР 1922 года не предусматривал. Эти отношения представляли собой государственный заказ на производство и поставку сельскохозяйственной продукции колхозами и совхозами и носили административный характер. С переходом на хозрасчёт в 60-х годах был введен договорной метод сельскохозяйственных закупок.
Нормы, регулирующие договор контрактации, впервые появились в Гражданском кодексе РСФСР 1964 года. Законодатель установил, что государственная закупка сельскохозяйственной продукции у колхозов и совхозов должна осуществляться по договорам контрактации, которые полагалось заключать на основе планов государственных закупок сельскохозяйственной продукции и планов развития сельскохозяйственного производства в колхозах и совхозах. В дополнение к этим правилам был принят ряд подзаконных актов, в частности, Положение о порядке заключения и исполнения договоров контрактации сельскохозяйственной продукции, а также типовые формы соглашений по закупке отдельных видов сельскохозяйственной продукции, содержащих императивные нормы.
В начале 90-х годов в связи с отказом от административно-командной системы управления экономикой и переходом к рыночным отношениям государственное планирование закупок сельскохозяйственной продукции утратило своё значение. В Основах гражданского законодательства 1991 года договор контрактации рассматривался уже не как самостоятельный, а в качестве одной из разновидностей договора купли-продажи.

### Стороны договора
Сторонами в договоре контрактации являются продавец — производитель сельскохозяйственной продукции и её покупатель — заготовитель.
В качестве производителя может выступать коммерческая организация, в том числе сельскохозяйственный производственный кооператив, а также индивидуальный предприниматель и крестьянско-фермерское хозяйство, осуществляющие предпринимательскую деятельность по выращиванию и производству сельскохозяйственной продукции. Кроме того, реализовывать продукцию по данному договору вправе физические лица, выращивающие и производящие её на своих приусадебных или дачных участках, и такие некоммерческие организации как сельскохозяйственные потребительские кооперативы. Главным признаком, определяющим способность участия в договоре лица как производителя, является производство продукции непосредственно, в собственном хозяйстве. Таким образом, сбыт продукции лицом, закупившим её для последующей переработки или перепродажи, исключает контрактацию.
Заготовителем в договоре контрактации может стать коммерческая организация либо индивидуальный предприниматель, осуществляющие предпринимательскую деятельность по закупкам сельскохозяйственной продукции для её последующей переработки или перепродажи. К числу таковых можно отнести, например, мясоперерабатывающие комбинаты, молокозаводы, фабрики по переработке шерсти и т. д., а также оптовые торговые компании, снабженческие и сбытовые организации производственной и потребительской кооперации. При определении статуса лица как заготовителя существенным условием является наличие у него специальной цели участия в договоре. Не признаётся контрактацией приобретение сельскохозяйственной продукции для личного, семейного потребления или иных подобных целей, не связанных с её последующей переработкой или перепродажей.

### Предмет и существенные условия договора
Предметом договора контрактации является передача в собственность сельскохозяйственной продукции, выращенной (зерно, овощи, фрукты) или произведённой (живой скот, птица и т.д.) в хозяйстве продавца. Таким образом, не могут служить объектами продажи по данному договору товары, представляющие собой продукты переработки выращенной или произведённой сельскохозяйственной продукции (мука, масло, мясо, консервы, сок), — они реализуются в рамках договора поставки.
Предполагается, что в качестве контрактуемого товара может выступать продукция, как имеющаяся у товаропроизводителя на момент заключения договора, так и та, что будет выращена или произведена в будущем.
Закон устанавливает, что производитель должен предоставить сельскохозяйственную продукцию в количестве и ассортименте, предусмотренном договором. Таким образом, условие о количестве и ассортименте поставляемой продукции являются существенными; при его отсутствии договор признаётся незаключённым. Не относятся к существенным условиям цена и срок договора.

### Исполнение договора
Ввиду того, что деятельность производителя сельскохозяйственной продукции зависит от внешних, в том числе природных факторов, закон предусматривает специальные меры защиты его интересов как более слабой стороны договора. Так, по общему правилу, заготовитель обязан принять сельскохозяйственную продукцию у производителя по месту её нахождения, а также обеспечить её вывоз. Однако стороны могут согласовать обязанность производителя доставить продукцию по месту, указанному заготовителем; в этом случае заготовитель будет не вправе отказаться от её принятия при условии, что продукция передана в установленный срок и соответствует условиям договора об ассортименте, количестве и качестве.
Проверка ассортимента, количества и качества законтрактованной продукции производится заготовителем в момент и в месте её сдачи-приёмки; сдача-приёмка должна быть окончательной. В случае уклонения от такой проверки заготовитель теряет право на осуществление проверки в месте назначения и принимает на себя риск обнаружения недостачи или недоброкачественности продукции.
Учитывая особенности сельскохозяйственного производства, закон допускает установление в договоре обязанности заготовителя вернуть производителю отходы от переработки продукции (например, жом). Такой возврат оплачивает производителем по цене, определённой соглашением сторон. Доставка возвращаемых отходов возлагается на заготовителя; при этом он не вправе ссылаться на убыточность возврата, так как при определении его цены в неё включаются соответствующие затраты.

#### Особенности ответственности производителя
Заготовитель сельскохозяйственной продукции несёт ответственность за неисполнение или ненадлежащее исполнение договора по общим правилам (безвиновная ответственность). В отличие от него, производитель сельскохозяйственной продукции несёт ответственность за неисполнение или ненадлежащее исполнение договор контрактации только при наличии вины. Одним из оснований, свидетельствующих об отсутствии вины производителя, является наступление обстоятельств непреодолимой силы. К таковым можно отнести различные природные явления, например, резкие температурные колебания, стихийные пожары, паводки, градобитие и т. д. Их наличие должно быть подтверждено соответствующими документами (акт, составленный с участием страховой компании, заключение Россельхознадзора, справка Росгидромета и т. п.). Производитель не несёт ответственности и тогда, когда в неисполнении или ненадлежащем исполнении обязательств имеется вина заготовителя, в частности, просрочка в исполнении встречных обязательств (например, заготовитель нарушил или просрочил выполнение обязательства по вывозу продукции). Отсутствие своей вины производитель доказывает самостоятельно.